# Rörsvik
Rörsvik är en mindre by belägen ca 1,5 mil öster om Karlstad. Innefattar Rörsvik Gård, Waernhoff Segel mm. Radio Rörsvik hade sin hemvist i gården Där Väst och sändes under en intensiv period i mitten av 90-talet.